# Geórgios Baltatzís
Geórgios Baltatzís (en grec moderne : Γεώργιος Μπαλτατζής), né en 1868 à Izmir dans l'Empire ottoman et mort le 15 novembre 1922 à Goudi en Grèce, est un homme politique grec, plusieurs fois ministre, qui fut exécuté après le Procès des Six.
Après des études à l'École évangélique de Smyrne, Baltatzís poursuit sa formation à l'Université nationale et capodistrienne d'Athènes et en France. Une fois diplômé, il embrasse la carrière diplomatique et sert quelque temps à Istanbul. À partir de 1902, il s'implique dans la vie politique et intègre le parti de Geórgios Theotókis. En 1908, il est nommé pour la première fois ministre et reçoit le portefeuille des Affaires étrangères. Nommé ministre des Transports en 1915, il redevient ministre des Affaires étrangères en 1921 et participe à plusieurs conférences internationales (à Paris et à Londres) aux côtés de Gounaris.
Après la défaite de la Grèce face aux nationalistes turcs conduits par Mustafa Kemal en 1922 et l'éclatement de la « Grande catastrophe », Baltatzís est arrêté et jugé pour haute trahison par un tribunal militaire lors du Procès des Six. À l'issue de ce procès, l'homme politique est condamné à mort et fusillé à Goudi en même temps que cinq autres personnalités politiques et militaires de premier plan.
Quatre-vingt-huit ans plus tard, en 2010, Baltatzís et les autres victimes du Procès des Six sont réhabilités par un tribunal grec à la suite d'une réouverture du procès à la demande de Mihaïl Protopapadákis, petit-fils de l'ancien Premier ministre Pétros Protopapadákis.
Baltatzís était l'époux de Hariklia Mavrokordatou, petite-fille d'Aléxandros Mavrokordátos. Il est le père de Nikólaos Baltatzís-Mavrokordátos. 